# Ljugarns landskommun
Ljugarns landskommun var en tidigare kommun på Gotland.

## Administrativ historik
Den bildades som så kallad storkommun vid kommunreformen 1952 genom sammanläggning av de tidigare kommunerna Alskog, Ardre, Etelhems, Garde, Lau och Lye, och uppkallades efter centralorten Ljugarn. Den nya kommunen hade 2 462 invånare den 31 december 1951.
Den 1 januari 1971 bildades Gotlands kommun, varvid denna, liksom öns övriga kommuner och Gotlands läns landsting, upplöstes. När Ljugarns landskommun upplöstes hade den 1 885 invånare.
Kommunkoden 1952-1971 var 0908.

### Judiciell tillhörighet
I judiciellt hänseende tillhörde landskommunen Gotlands domsaga och Gotlands domsagas tingslag.

### Kyrklig tillhörighet
I kyrkligt hänseende tillhörde landskommunen 6 församlingar: Alskog, Ardre, Etelhems, Garde, Lau och Lye

## Geografi
Ljugarns landskommun omfattade den 1 januari 1952 en areal av 198,43 km², varav 198,12 km² land.

### Tätorter i kommunen 1960
I Ljugarns landskommun fanns tätorten Ljugarn, som hade 333 invånare den 1 november 1960. Tätortsgraden i kommunen var då 14,6 procent.

## Näringsliv
Vid folkräkningen den 31 december 1950 var huvudnäringen för landskommunens (med 1952 års gränser) befolkning uppdelad på följande sätt:
- 62,4 procent av befolkningen levde av jordbruk med binäringar
- 19,1 procent av industri och hantverk
- 5,6 procent av handel
- 5,1 procent av samfärdsel
- 3,8 procent av offentliga tjänster m.m.
- 2,5 procent av husligt arbete
- 1,4 procent av ospecificerad verksamhet.

Av den förvärvsarbetande befolkningen (986 personer) jobbade bland annat 61,2 procent med jordbruk med binäringar. 22 av förvärvsarbetarna (2,2 procent) hade sin arbetsplats utanför landskommunen.

## Politik

### Andrakammarval 1952-1968
Siffrorna är avrundade så summan kan vara en annan än 100.
| Parti          | 1952  | 1956  | 1958  | 1960  | 1964  | 1968  |
| -------------- | ----- | ----- | ----- | ----- | ----- | ----- |
| H              | 14,0  | 15,1  | 15,0  | 14,2  | 12,4  | 11,6  |
| C              | 44,3  | 39,1  | 50,8  | 50,6  | *     | *     |
| F              | 23,0  | 25,4  | 19,3  | 16,6  | *     | *     |
| KDS            | *     | *     | *     | *     | *     | 0,3   |
| MP             | *     | *     | *     | *     | 66,9  | 68,0  |
| S              | 18,7  | 20,3  | 14,9  | 18,4  | 20,7  | 20,1  |
| VPK            | *     | 0,1   | *     | 0,1   | *     | *     |
| Giltiga röster | 1 284 | 1 299 | 1 237 | 1 334 | 1 187 | 1 160 |

### Mandatfördelning i valen 1950-1966
| 6 | 18 | 8 | 3 |

| 35 |

| 6 | 16 | 7 | 6 |

| 35 |

| 6 | 18 | 6 | 5 |

| 33 |

| 7 | 17 | 6 | 5 |

| 32 |

| 6 | 18 | 6 | 5 |

| 30 | 5 |